# Доротей (Шимчій)
о. Доротей Шимчій ЧСВВ (справжнє ім'я Дмитро Сильвестрович Шимчій; 16 вересня 1915, Старі Петликівці, нині Бучацький район — 3 грудня 2016, Бучач) — священник Української греко-католицької церкви, василіянин, душпастир серед українських емігрантів у Бразилії та Аргентині, педагог, письменник.

## Життєпис

### Навчання
Народився 16 вересня 1915 року в селі Старі Петликівці на Бучаччині (тоді Бучацький повіт, Королівство Галичини і Володимирії, Австро-Угорщина, нині Бучацький район Тернопільська область, Україна) у сім'ї Сильвестра Шимчія та Євдокії з роду Остапишин. Брати: Василь і Андрій та сестра Ганна.
Навчався спочатку в сільській школі, а в 1928 р. за рекомендацією пароха о. Володимира Гука поступив на навчання в Місійний інститут ім. св. Йосафата у Бучачі при василіянському монастирі. 30 серпня 1932 р. вступив до Крехівського новіціяту за магістра о. Павла Теодоровича. 1 березня 1933 р. на облечинах в монаший василіянський габіт він отримав нове ім'я — Доротей — на честь священномученика єпископа Доротея Тирського (255—362). По складенні перших обітів (15 квітня 1934 р.) брат Доротей навчався два роки на т. зв. схоластикаті в Лаврові (1934—1936) і рік на риториці в Добромилі (тут 8 серпня 1937 р. він склав вічні обіти), потім вивчав філософію в Кристинопільському монастирі (1937—1939), а 1 вересня 1939 р. розпочав студіювати богослов'я у Лаврові, де його застала Друга світова війна. За таких складних і непевних обставин, аби зберегти молодше покоління і виховати нових священників, керівництво провінції вирішило переправити всіх братів студентів з Лаврова (їх тоді було понад 20 осіб) до семінарії в місті Оломоуць в Чехії, де під проводом своїх же василіянських професорів вони вивчали богословські предмети з жовтня 1939 до січня 1941 р. Коли німці закрили семінарію в Оломоуці, всі студенти-василіяни переїхали до Праги, де продовжили навчання у Карловому університеті.
У Празі 14 травня 1942 р. Преосвященний Миколай Дудаш, ЧСВВ, єпископ Гайдудорозької єпархії в Угорщині рукоположив диякона Доротея на священника. У травні 1943 р., після кількох місяців примусових робіт при будівництві енергорозподільника для вугільних шахт в Моравській Остраві (Чехія), до яких василіянських студентів і молодих священників примусила німецька окупаційна влада, о. Доротей повернувся до Галичини, а 15 липня того ж року відслужив свою першу Божественну Літургію в рідних Старих Петликівцях. Потім працював у Кристинополі у державній гімназії катехитом і у Великих Мостах адміністратором парафії, одночасно був професором катехитики для василіянських студентів у Святоюрському монастирі в Кристинополі. Наприкінці 1946 р. разом із оо. Методієм Ничкою, Панкратієм Нюнькою і Петром Бальцаром виїхав через Словаччину на Захід, а після отримання паспортів — ще далі за океан, до Бразилії.

### Душпастирська праця в Бразилії та Аргентині
Призначений до резиденції в містечку Пітанґа, з якої мав обслуговувати віддалені душпастирські осередки в колоніях, розкиданих на віддалі багатьох кілометрів одна від одної і від резиденції. Такі відвідини о. Доротей здійснював верхи на коні, а одна така подорож могла тривати не раз і цілий місяць. Про початки своєї праці в Бразилії він описав у книзі «Перший мій рік у Бразилії» (Прудентопіль, Бразилія, 1983). Згодом працював у Ірасемі (1948 р.), де крім душпастирських обов'язків, викладав риторику й українську мову братам-студентам. В 1949—1954 рр. — директор Малої семінарії ім. св. Йосифа в місті Прудентопіль, а з лютого 1954 р. до січня 1961 р. — магістр новіціяту в Іваї (тоді теж в 1954—1959 рр. був ігуменом). В тому періоді коротко був також редактором Українського «Місіонаря» в Бразилії (Missionário Ucraíno no Brasil) і в 1953—1959 рр. за протоігуменства о. Йосафата Роґи, ЧСВВ, виконував уряд консультора провінції.
З 1961 по 1964 рр. о. Доротей був магістром новиків у Апостолес (Аргентина), потім наступні роки (1964—1969) працював серед українських переселенців спочатку там само — в Апостолес, а згодом Посадас, доїжджав і до Парагваю, щоб і там духовно підтримати українців греко-католиків. В 1970—1979 рр. о. Доротей Шимчій був протоігуменом віце-провінції Непорочного Зачаття Пресвятої Богородиці в Аргентині й як протоігумен був делегатом на генеральну капітулу Василіянського Чину в 1976 р. По завершенні протоігуменського мандату душпастирював у Обері та Буенос-Айресі. Всюди, де бував, о. Доротей ревно проповідував Боже Слово, провадив церковні товариства Апостольства молитви і Марійської дружини, давав місії і реколекції.

### Праця в Римі і в Україні
В 1985 р. о. Доротея призначено до Риму духівником Української колегії св. Йосафата і це служіння він виконував аж до 1992 р. На видання книги «Бучач і Бучаччина» надав 100$.
Після отримання Україною Незалежності в 1991 р. о. Шимчій вперше за понад 40 років відвідав свою родину на Батьківщині. 10 травня 1992 р. вирушив в Україну. З 1992 і впродовж наступних семи років — викладач аскетики і духівник в Івано-Франківській духовній семінарії. А потім — в Бучацькому монастирі; духівник, сповідник, реколектант і письменник.
Помер в м. Бучач 3 грудня 2016 року на 102 році життя.

### Творчий доробок
- Блискавки на олив'яному обрії. Коротенькі життєписи праведників наших днів. — Апостолес 1973[3].
- Перший мій рік у Бразилії [Архівовано 4 березня 2016 у Wayback Machine.]. — Прудентопіль: Видавництво ОО. Василіян, 1983
- Навернення серця. Реколекції для духовних осіб. Серія перша. — Івано-Франківськ : Нова Зоря, 2002
- Навернення серця. Реколекції у світлі одвічних правд. Серія друга. — Івано-Франківськ : Нова Зоря, 2003
- До апостольських порогів. Реколекції у світлі одвічних правд. Серія третя. — Івано-Франківськ : Нова Зоря, 2003
- Обнова самоспостереження. Реколекції для священиків у світлі одвічних правд. — Івано-Франківськ : Нова Зоря, 2004
- До апостольських порогів. Реколекції у світлі одвічних істин. — Івано-Франківськ : Нова Зоря, 2004
- Місійні науки: Великопосні. Різдвяні. Ювілейні: проповіді, виголошені у парафіях Відня, Мюнхена, Нового Ульму та різних околицях України. — Івано-Франківськ : Нова Зоря, 2006 (У світлі одвічних правд, Книга п'ята)
- Розмови з Богом. Підручник духовної молитви. Трилогія роздумів. Книга 1. — Львів : Видавництво ОО. Василіян «Місіонер», 2008
- Розмови з Богом. Підручник духовної молитви. Трилогія роздумів. Книга 2. — Львів : Видавництво ОО. Василіян «Місіонер», 2008
- Розмови з Богом. Підручник духовної молитви. Трилогія роздумів. Книга 3. — Львів : Видавництво ОО. Василіян «Місіонер», 2010.
- Старі Петликівці // Бучач і Бучаччина, 1972.